# 能川登
能川 登（のがわ のぼる、1851年12月5日（嘉永4年11月13日）- 1910年（明治43年）4月7日）は、明治期の実業家、政治家。衆議院議員。幼名・辰太郎。号・西京農夫。

## 経歴
加賀国石川郡本吉町（金沢県石川郡美川町、石川県石川郡美川町を経て現白山市美川本吉町）で、船主・能川太平治の長男として生まれる。金沢の叔父・畑春斎宅に寄寓し漢学を修めた。13歳で帰郷し、郷校開道館・素読教師、加賀藩銃卒取締、駅逓取締を務めた。1879年（明治12年）家督を相続。
1874年（明治7年）大阪に出て法学を研究し、1877年（明治8年）京都に移り、草場船山に師事し漢学を修めた。1878年（明治9年）9月、京都米商会所の創立委員として上京し、政府に出願をしたが許可を得られなかったため、内務卿大久保利通に面会して允許の内諭を得て帰京した。同年11月、京都七条米商会所が開設されると頭取に就任し1884年（明治17年）まで在任した。
1878年（明治11年）銅器製造販売・貿易の能川商会を設立し、東京にも出張所を設けて成功して多額の資産を得た。京都府副用達、勧業場商務用掛、金沢荷為換会社社長も務めた。1883年（明治16年）持船が北海道からの帰途、台風により沈没し、また経済変動により多額の資金を失った。その挽回のため投機事業に手を出して失敗し一年間閑居した。1885年（明治18年）12月、事業に復帰し、京都貿易銀行頭取、京都貿易商組合組長などを務めた。1882年（明治15年）京都商工会議所発起人総代となり、1893年（明治26年）3月、京都商業会議所会員となり、この間、米国世界博覧会委員にも嘱託された。
1892年（明治25年）5月、補欠選挙で京都府会議員に選出され、連続3期在任し、1899年（明治32年）9月に退任した。1903年（明治36年）3月、第8回衆議院議員総選挙（京都府京都市、中正倶楽部）で当選し、衆議院議員に1期在任した。
また、大日本農会京都支部常置議員、保勝会幹事などを務め、京都癲狂院（現川越病院）・京都盲唖院（現京都府立盲学校、京都府立聾学校）などの事業にも資金援助を行った。

## 国政選挙歴
- 第1回衆議院議員総選挙（京都府第2区、1890年7月、自由党）落選[5]
- 第2回衆議院議員総選挙（京都府第2区、1892年2月、自由党）次点落選[5]
- 第4回衆議院議員総選挙（京都府第2区、1894年9月、自由党）次点落選[6]
- 第7回衆議院議員総選挙（京都府京都市、1902年8月、無所属）落選[4]
- 第8回衆議院議員総選挙（京都府京都市、1903年3月、中正倶楽部）当選[4]